# 小原優花
小原 優花（おばら ゆうか、1990年5月19日 - ）は、ゆんころ（Yunkoro）の芸名で知られる女性ファッションモデル、ブロガー、ウェアブランド『IRAL』プロデューサーである。

## 経歴
益若つばさの影響で2008年5月からクルーズブログにおいて公式ブログ『ゆんころぶろぐ☆』を始める。写メールを可愛く撮影する「盛り写メ」を得意としており、その独自の技が注目を集める。また、益若と同じ様に読者からの質問にも答えている。2009年には、ギャルのトレンドを発表するギャル・リサーチ・プレスによるGRP Award 2009で最優秀ブロガーに選ばれた。2010年5月現在、1日のアクセス数は100万件ほどである。
2010年より、ブログ以外のメディアでも取り上げられるようになる。同年5月18日放送回のバラエティ番組『魔女たちの22時』では「顔がエロいと壮絶なイジメにあっていたのに超金髪ド派手なアノ人のおかげで人気モデルになった19歳魔女」と取り上げられた。同番組は益若がレギュラー出演している。
フィットネスを始め、2016年のSUMMER STYLE AWARDで東京予選は優勝、全国大会で準優勝。韓国でのWBC FITNESS 2016のモデル部門162cmでも準優勝の結果を残した。その後も努力を重ねて経験を活かし、翌年の2017年にはWBC FITNESS 2017でスポーツモデルクラス・ビキニクラスにてそれぞれ優勝。さらに各クラスの優勝者が戦うオーバーオールにて、ビキニクラス総合優勝・フォトジェニック賞・MVPの3冠を獲得し、WBCの伝説とも言われている。

## 人物
趣味は美容、フィットネス、ドライブ、料理、サバゲー、ポールダンス、ドラム。

## 出演

### 雑誌
- egg（大洋図書）
- Men's egg（大洋図書）
- Men's egg Youth（大洋図書）
- JELLY（ぶんか社）
- 姉ageha (主婦の友社)

## 音楽
- 極ユーロベスト(CDジャケットイメージキャラクター)
- Dear「ふたりで、ひとつだから。feat. WISE」のPVに出演（2012月2月17日）[4][5]

### テレビ番組
- 魔女たちの22時「今週の魔法の扉」（日本テレビ、2010年）
- ショーバト!「渋谷系モデル対決!!」（日本テレビ、2010年6月1日）
- 淳の乾杯してみたっ!「アユの放流女子会」（テレビ東京、2012年5月6日）